# Cantone di Celavo-Mezzana
Il Cantone di Celavo-Mezzana era una divisione amministrativa dell'arrondissement di Ajaccio In totale conta 8 313 abitanti.
A seguito della riforma approvata con decreto del 24 febbraio 2014, che ha avuto attuazione dopo le elezioni dipartimentali del 2015, è stato soppresso.
I 10 comuni facenti parte prima della riforma del 2014 erano:
- Bocognano
- Carbuccia
- Cuttoli-Corticchiato
- Peri
- Sarrola-Carcopino
- Tavaco
- Tavera
- Ucciani
- Valle di Mezzana
- Vero